# Ernesto Gulì
(Ernesto Gulì)
Ernesto Gulì (Palermo, 28 maggio 1876 – Roma, 28 marzo 1948) è stato un militare e prefetto italiano.
Direttore del reparto Ufficio informazioni della presidenza del Consiglio dal 1926 dal 1929.

## Biografia

### A capo dell'Ufficio informazioni della presidenza del Consiglio
Con un passato da poliziotto, carriera in cui aveva raggiunto il grado di commissario di polizia. Gulì vantava spesso il merito di aver condotto a buon fine l'arresto del generale Luigi Capello, implicato nell'attentato contro Mussolini operato dal deputato Tito Zaniboni del 4 novembre 1925.
Passato alla carriera prefettizia fu spostato presso la prefettura di Brescia con funzioni ispettive negli anni 20 collaborò con il prefetto Arturo Bocchini. 
Il PNF, sfiduciato dall'operato degli organi istituzionali che non erano riusciti ad impedire gli attentati a Benito Mussolini del 1926, istituì l'Ufficio informazioni della presidenza del Consiglio alla fine del 1926 alla dipendenza diretta della presidenza del Consiglio. Gulì con il sostegno del segretario nazionale del Partito Nazionale Fascista, il bresciano Augusto Turati assunse la guida dell'Ufficio informazioni centrale che si trovava a Roma venendo promosso direttamente viceprefetto il 1º dicembre 1926 per adeguarne il rango al nuovo incarico da espletare.
Data la scarsa esperienza in Polizia il capo della polizia Arturo Bocchini lo vide con sospetto temendo che Gulì fosse un emissario del PNF posto lì per sorvegliarlo e stesso sospetto nutriva anche il funzionario di polizia Guido Leto che scrisse che Gulì : "ebbe l'incarico di organizzare i servizi della polizia politica e si comportò in modo tale da far ritenere di avere ricevuto da Turati anche quello di controllare l'attività di Bocchini".
Seguendo le proprie supposizioni Bocchini gli nominò come vice Michelangelo Di Stefano che era un funzionario di sua fiducia (Di Stefano sarebbe subentrato a Gulì nel 1929 alla guida dell'Ufficio di polizia politica). Gulì, pur giudicato inesperto, dimostrò di non essere uno sprovveduto tanto che dal suo fascicolo personale custodito nell'Archivio Centrale dello Stato è ritratto come "molto intelligente, di sicuro intuito, pronto all'azione ma anche avveduto e prudente"

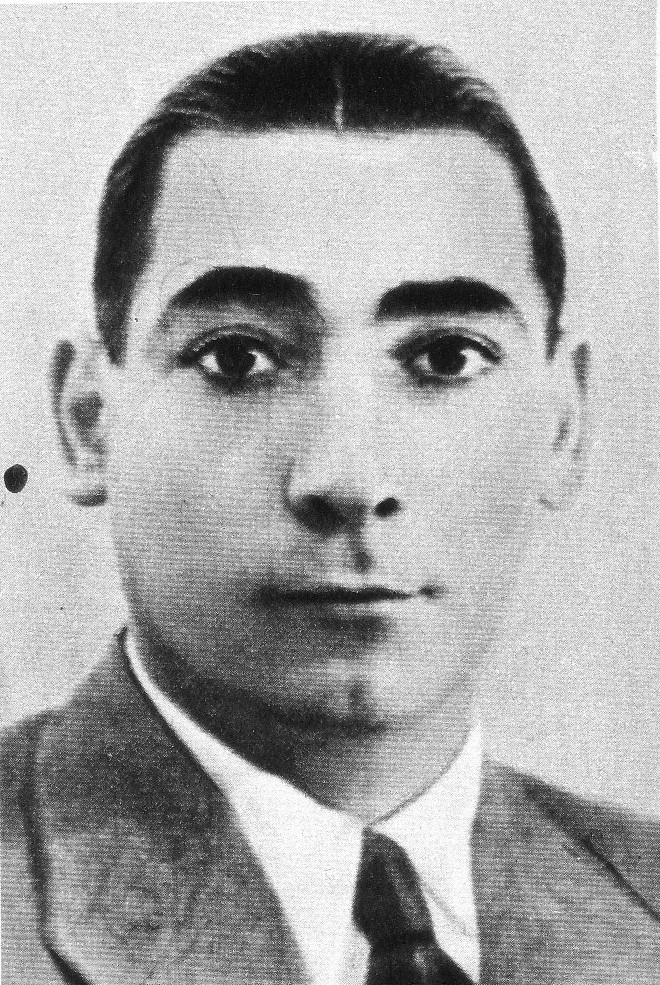
Luca Osteria fu il più abile agente dell'Ufficio informazioni presieduto da Gulì.

L"Ufficio", senza avere limiti territoriali, si occupava principalmente di coordinare l'attività informativa all'estero. I compiti dell'Ufficio informazioni erano principalmente di prevenire eventuali attentati contro il capo del Governo, infiltrarsi fra gli antifascisti e a partire dall'aprile 1927 tenere sotto controllo la Concentrazione antifascista a Parigi. Per più di un anno l'"Ufficio" svolse normale attività raccogliendo facilmente le informazioni ma non riuscendo a piazzare nessun infiltrato. La situazione mutò quando entrò in forza all'ufficio il giovane Luca Osteria, il quale dopo essere stato al servizio dell'ammiraglio Costanzo Ciano, era stato raccomandato a Gulì, il 28 settembre 1928. La prima missione che Gulì affidò al suo nuovo agente fu l'infiltrazione nel Partito comunista d'Italia a Marsiglia. L'operazione ebbe un tale successo che Osteria divenne addirittura il delegato comunista al congresso di Berlino del 1929 entrando in contatto con alcuni dei massimi leader comunisti europei come Bela Kun, Henri Barbusse e Josip Broz Tito ed entrando in contatto con Palmiro Togliatti che gli consegnò personalmente diversi documenti segreti da consegnare al PCI clandestino di Genova autenticandoli con la propria firma "Ercoli". I documenti così ottenuti furono poi deposti alla questura di Genova e permisero di disarticolare il Partito comunista genovese con una cinquantina di arresti e di aggiornare il Casellario Politico Centrale di Roma. L'ordine di arresto fu diramato dal capo della polizia Arturo Bocchini nonostante le proteste di Gulì e Osteria che avrebbero voluto mandare avanti l'operazione puntando all'arresto di elementi di maggior spicco ma il questore ricevuto l'ordine non poté rifiutarsi e la copertura di Osteria fu bruciata.
Quando Gulì lasciò l'incarico, l'"Ufficio informazioni" si sciolse di fatto e tutti gli elementi si dispersero tra la Divisione Polizia politica costituita per volere di Arturo Bocchini e gli Uffici Politici Investigativi della Milizia Volontaria per la Sicurezza Nazionale.

### Prefetto a Padova
Il 16 ottobre 1929 fu promosso prefetto ed inviato a reggere la prefettura di Padova al posto di Giovanni Battista Rivelli. Il compito di Gulì, su mandato di Turati, era di smantellare il razzismo che ancora imperava in provincia. Al termine dell'incarico fu posto a riposo il 15 ottobre 1930.